# Benito Juárez, San Agustín Tlaxiaca
Benito Juárez är en ort i Mexiko.   Den ligger i kommunen San Agustín Tlaxiaca och delstaten Hidalgo, i den sydöstra delen av landet, 80 km norr om huvudstaden Mexico City. Benito Juárez ligger 2 165 meter över havet och antalet invånare är 488.
Terrängen runt Benito Juárez är huvudsakligen kuperad, men den allra närmaste omgivningen är platt. Runt Benito Juárez är det ganska tätbefolkat, med 60 invånare per kvadratkilometer. Närmaste större samhälle är San Salvador, 18,2 km norr om Benito Juárez. Trakten runt Benito Juárez består i huvudsak av gräsmarker.